# هارولد روبرتس
هارولد روبرتس (بالإنجليزية: Harold Roberts)‏ (12 يناير 1920 بليفربول في المملكة المتحدة - 11 فبراير 2007 بتشيسترفيلد في المملكة المتحدة) هو لاعب كرة قدم بريطاني في مركز جناح ‏. لعب مع برمنغهام سيتي وسكونثورب يونايتد وشروزبري تاون ونادي بيرتن ألبيون ونادي تشيسترفيلد وماتلوك تاون ‏ وGresley Rovers F.C. ‏.